# Notazione di Lagrange
La notazione di Lagrange per la derivata totale di una funzione di più variabili {\displaystyle f} rispetto a una sua variabile {\displaystyle x} è:
{\displaystyle f^{\prime }(x)} oppure {\displaystyle f^{(1)}(x)}
In alternativa si può esplicitare la variabile di derivazione anche a pedice
{\displaystyle f_{x}^{\prime }(x)} oppure {\displaystyle f_{x}^{(1)}(x)}
Talvolta è chiaro quale sia la variabile di derivazione {\displaystyle x}, come succede sempre nel caso la funzione abbia una sola variabile, la notazione diventa in tal caso:
{\displaystyle f^{\prime }} oppure {\displaystyle f^{(1)}}
Il nome è dovuto a Joseph-Louis Lagrange.

## Storia
Questa notazione è stata introdotta da Giuseppe Luigi Lagrangia nel XVIII secolo, ed è oggi di gran lunga la più usata per indicare la derivata. L'idea è quella di rappresentare l'operazione di derivata con un apice sopra la {\displaystyle f} di funzione.

## Notazione per le derivate successive
{\displaystyle f^{\prime \prime }(x),\ f^{\prime \prime \prime }(x),\ f^{(4)}(x),\ \dots ,\ f^{(n)}(x)} oppure {\displaystyle f_{x}^{\prime \prime }(x),\ f_{x}^{\prime \prime \prime }(x),\ f_{x}^{(4)}(x),\ \dots ,\ f_{x}^{(n)}(x)}
La derivata seconda viene indicata con un doppio apice, la terza con un triplo apice, oppure anche con l'ordine tra parentesi: quest'ultima diventa l'unica via praticabile a livello ortografico oltre la terza derivazione.